# アルジェ
アルジェ（アラビア語: الجزائر, ラテン文字転写: Al-Jazāʾir; フランス語: Alger; 英語: Algiers）は、北アフリカ、アルジェリアの首都であり、西部地中海に面している。2010年の都市的地域の人口は335万人であり、世界の第90位、アルジェリアでは第1位である。地中海の要塞として古くから発達した都市でもある。

## 概要
都市は海岸付近の低地に発達した近代的な部分と標高100m以上の高地にある古都部分に分けられる。海岸付近は「北アフリカのパリ」という言葉に相応しく、フランス領アルジェリア時代の影響でノートルダム大聖堂に代表されるフランス風の建築物が立ち並んでいる。また、地中海沿岸の他都市と同様に白壁の建物が多い。内陸の旧市街部はイスラム風の建築物が多く、モスクが数多く点在している。映画『望郷』の舞台として知られるカスバ（城壁）は、1992年世界遺産に登録された。カミュ作の小説『異邦人』の舞台としても有名。

## 名称
アラビア語: الجزائر Al-Jazāʾir（アル＝ジャザーイル）の直接の語義は「島々（＝島の複数形）」であるが、これは960年頃に当地を支配していたズィール朝が、沖合の島々を جزاير بني مزغنة (ジャザーイル・バニー・マズガンナ / マズガンナ族の島々) と名付けたことに始まる。これらの島々は要塞として拡張された結果、本土と陸続きになり、その周辺に市街地が形成されたことから、都市名もこの名を引き継いだ。
後に地名の最初の語である جزاير Jazāʾir（ジャザーイル） に定冠詞を付けた الجزائر Al-Jazāʾir の1語で略されるようになる。こうした経緯から、定冠詞まで含めた الجزائر が都市の正式名称である。オスマン帝国時代にはこの都市一帯の広域地名も الجزائر とされたため、アルジェリア、アルジェ共にアラビア語名は الجزائر となる。
フランス語およびカタルーニャ語では古くから الجزائر が転訛した Alger の名で呼ばれ、英語を始めとする外名の多くはこれに由来する。

## 歴史
紀元前1200年頃にはフェニキアがこの地に植民して交易所を置いていた。ポエニ戦争後はローマ帝国の領土となってイコシウムとよばれたが、5世紀中頃にゲルマン系ヴァンダル族によって一時侵略された。次に、東ローマ帝国がここを支配したが、650年アラブ人に駆逐された。
950年頃、先住民族ベルベル人のズィール朝によって現在の市街が創建された。彼らによって名付けられた現在のこの町の名前「アルジェ」は、「島々」を意味するアル＝ジャザーイルというアラビア語に由来する。それから500年間、この町の支配権はヨーロッパ、アラブ、ベルベルの軍人たちが交互に握った。
1510年、スペインが湾の小島の1つペニョン島を占領し、アルジェ要塞とした。1516年にバルバリア海賊のバルバロス・オルチとバルバロス・ハイレッディン兄弟がアルジェ占領 (1516年)に成功。1518年にアルジェを支配していたバルバロス・オルチとバルバロス・ハイレッディン兄弟は、対スペイン戦の支援を求め、オスマン帝国に帰属することを宣言。1529年にバルバロス・ハイレッディンはアルジェの占領に成功し、スペイン人を追い出した。1538年のプレヴェザの海戦でオスマン帝国がアルジェリアに至る地中海の制海権を掌握。1541年、スペインがアルジェ遠征に失敗。オスマン帝国支配時代のアルジェは、オスマン艦隊の拠点となり、ヨーロッパ諸国から"海賊海岸"として恐れられた。その後230年間にわたって、行政・交易・地中海での海賊活動の中心として栄えた。

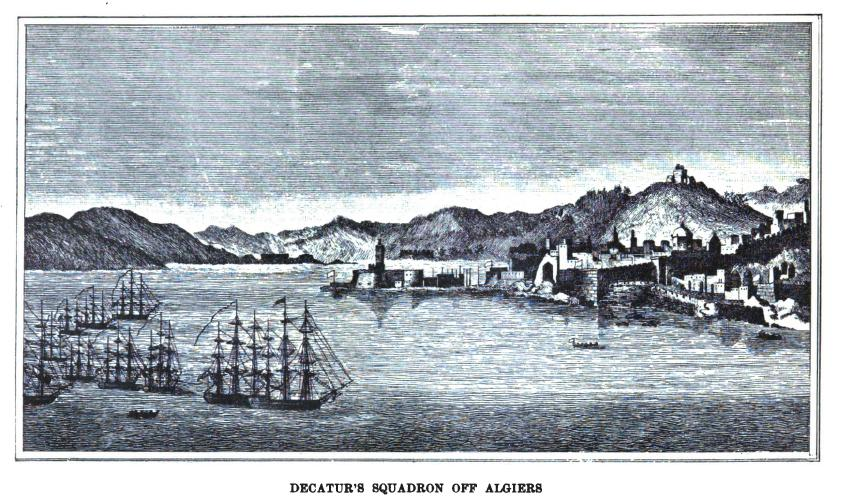
アルジェ沖に展開するアメリカ艦隊（第二次バーバリ戦争）。

1775年、スペインがアルジェ侵攻 (1775年)に失敗。1783年、スペインがアルジェ砲撃 (1783年)に失敗。1784年、スペイン・ポルトガル・両シチリア王国・マルタ騎士団連合軍がアルジェ砲撃 (1784年)に成功。1815年、アメリカの艦隊が遠征し、アメリカ船舶への攻撃中止を約束する平和条約を結ぶようにもとめた。しかし海賊活動・海賊貿易は継続されたため、翌1816年にオランダとイギリスの連合艦隊はアルジェ砲撃によってアルジェリア艦隊をほぼ壊滅させ、地中海の制海権を手中にした（第二次バーバリ戦争）。オスマンの艦隊としてのアルジェは1830年に幕を閉じた。この年フランスはアルジェに上陸・占領し、やがて国全体を占領した（アルジェリア侵攻）。
フランス支配は1962年の独立まで続いたが、フランスはアルジェを植民行政の根拠地として都市づくりを行い、海岸部にはフランス風の近代都市が建設されて、現在のアルジェの姿はここで完成した。第二次世界大戦中は、当初ヴィシー・フランスに属したが、1942年のトーチ作戦で連合国軍による解放が行なわれた後、連合軍の北アフリカ司令部とド・ゴールの自由フランス政府がここに設置された。
第二次世界大戦後、世界的な脱植民地化の流れの中でアルジェリアの独立運動が高揚し、アルジェリア戦争（1954年 - 1962年）が始まると、アルジェもアルジェの戦い (1956年 - 1957年)（1966年に映画化された『アルジェの戦い』で知られている戦闘）でフランス軍とFLNの間の戦場となった。1962年の独立後、アルジェから引き上げたピエ・ノワールと入れ替わるように人口が集中し、住宅不足や水不足などさまざまな都市問題が生じている。

## 地理
地中海沿岸の都市であり、アルジェ湾の西側に位置する。海岸からサヘル丘陵に向けての斜面に都市が広がっている。

## 気候
| アルジェ国際空港 (1961-1990)の気候                                                                      | アルジェ国際空港 (1961-1990)の気候 | アルジェ国際空港 (1961-1990)の気候 | アルジェ国際空港 (1961-1990)の気候 | アルジェ国際空港 (1961-1990)の気候 | アルジェ国際空港 (1961-1990)の気候 | アルジェ国際空港 (1961-1990)の気候 | アルジェ国際空港 (1961-1990)の気候 | アルジェ国際空港 (1961-1990)の気候 | アルジェ国際空港 (1961-1990)の気候 | アルジェ国際空港 (1961-1990)の気候 | アルジェ国際空港 (1961-1990)の気候 | アルジェ国際空港 (1961-1990)の気候 | アルジェ国際空港 (1961-1990)の気候 |
| 月 | 1月                                | 2月                                | 3月                                | 4月                                | 5月                                | 6月                                | 7月                                | 8月                                | 9月                                | 10月                               | 11月                               | 12月                               | 年                                 |
| --- | ---------------------------------- | ---------------------------------- | ---------------------------------- | ---------------------------------- | ---------------------------------- | ---------------------------------- | ---------------------------------- | ---------------------------------- | ---------------------------------- | ---------------------------------- | ---------------------------------- | ---------------------------------- | ---------------------------------- |
| 最高気温記録 °C （°F）                                                                                  | 24.4 (75.9)                        | 30.0 (86)                          | 36.3 (97.3)                        | 37.2 (99)                          | 41.2 (106.2)                       | 44.6 (112.3)                       | 43.5 (110.3)                       | 47.5 (117.5)                       | 44.4 (111.9)                       | 37.7 (99.9)                        | 32.4 (90.3)                        | 29.1 (84.4)                        | 47.5 (117.5)                       |
| 平均最高気温 °C （°F）                                                                                  | 16.5 (61.7)                        | 17.3 (63.1)                        | 18.5 (65.3)                        | 20.4 (68.7)                        | 23.5 (74.3)                        | 27.0 (80.6)                        | 30.6 (87.1)                        | 31.2 (88.2)                        | 29.2 (84.6)                        | 25.1 (77.2)                        | 20.7 (69.3)                        | 17.2 (63)                          | 23.1 (73.6)                        |
| 日平均気温 °C （°F）                                                                                    | 11.2 (52.2)                        | 11.9 (53.4)                        | 12.8 (55)                          | 14.7 (58.5)                        | 17.7 (63.9)                        | 21.3 (70.3)                        | 24.6 (76.3)                        | 25.2 (77.4)                        | 23.2 (73.8)                        | 19.4 (66.9)                        | 15.2 (59.4)                        | 12.1 (53.8)                        | 17.4 (63.3)                        |
| 平均最低気温 °C （°F）                                                                                  | 5.9 (42.6)                         | 6.4 (43.5)                         | 7.0 (44.6)                         | 9.0 (48.2)                         | 12.0 (53.6)                        | 15.6 (60.1)                        | 18.5 (65.3)                        | 19.1 (66.4)                        | 17.1 (62.8)                        | 13.7 (56.7)                        | 9.6 (49.3)                         | 7.0 (44.6)                         | 11.7 (53.1)                        |
| 最低気温記録 °C （°F）                                                                                  | −2.9 (26.8)                        | −1 (30)                            | −1 (30)                            | 1 (34)                             | 2 (36)                             | 8 (46)                             | 11 (52)                            | 10 (50)                            | 11 (52)                            | 2 (36)                             | 1 (34)                             | −2 (28)                            | −2.9 (26.8)                        |
| 雨量 mm （inch）                                                                                        | 80.0 (3.15)                        | 81.8 (3.22)                        | 73.4 (2.89)                        | 61.1 (2.406)                       | 39.9 (1.571)                       | 16.7 (0.657)                       | 4.6 (0.181)                        | 7.4 (0.291)                        | 34.2 (1.346)                       | 76.0 (2.992)                       | 96.4 (3.795)                       | 115.2 (4.535)                      | 686.6 (27.031)                     |
| 平均降雨日数 （≥0.1 mm）                                                                                | 11.4                               | 10.6                               | 9.7                                | 9.1                                | 7.3                                | 2.5                                | 1.5                                | 2.5                                | 5.3                                | 8.6                                | 11.1                               | 12.1                               | 91.7                               |
| % 湿度                                                                                                  | 82                                 | 80                                 | 77                                 | 77                                 | 75                                 | 74                                 | 73                                 | 71                                 | 75                                 | 80                                 | 80                                 | 81                                 | 77                                 |
| 平均月間日照時間                                                                                        | 149                                | 165                                | 202                                | 258                                | 319                                | 318                                | 350                                | 319                                | 237                                | 229                                | 165                                | 136                                | 2,847                              |
| 出典1：World Meteorological Organization (UN), NOAA (1961-1990)                                         |                                    |                                    |                                    |                                    |                                    |                                    |                                    |                                    |                                    |                                    |                                    |                                    |                                    |
| 出典2：Danish Meteorological Institute (sun and relative humidity), Weatherbase (record highs and lows) |                                    |                                    |                                    |                                    |                                    |                                    |                                    |                                    |                                    |                                    |                                    |                                    |                                    |

## 経済
アルジェは重要な経済、商業、金融の中心地である。アルジェ港からは鉄鉱石、リン鉱石、ブドウ酒、コルク、オリーブ、オレンジ類を輸出する。

## 交通

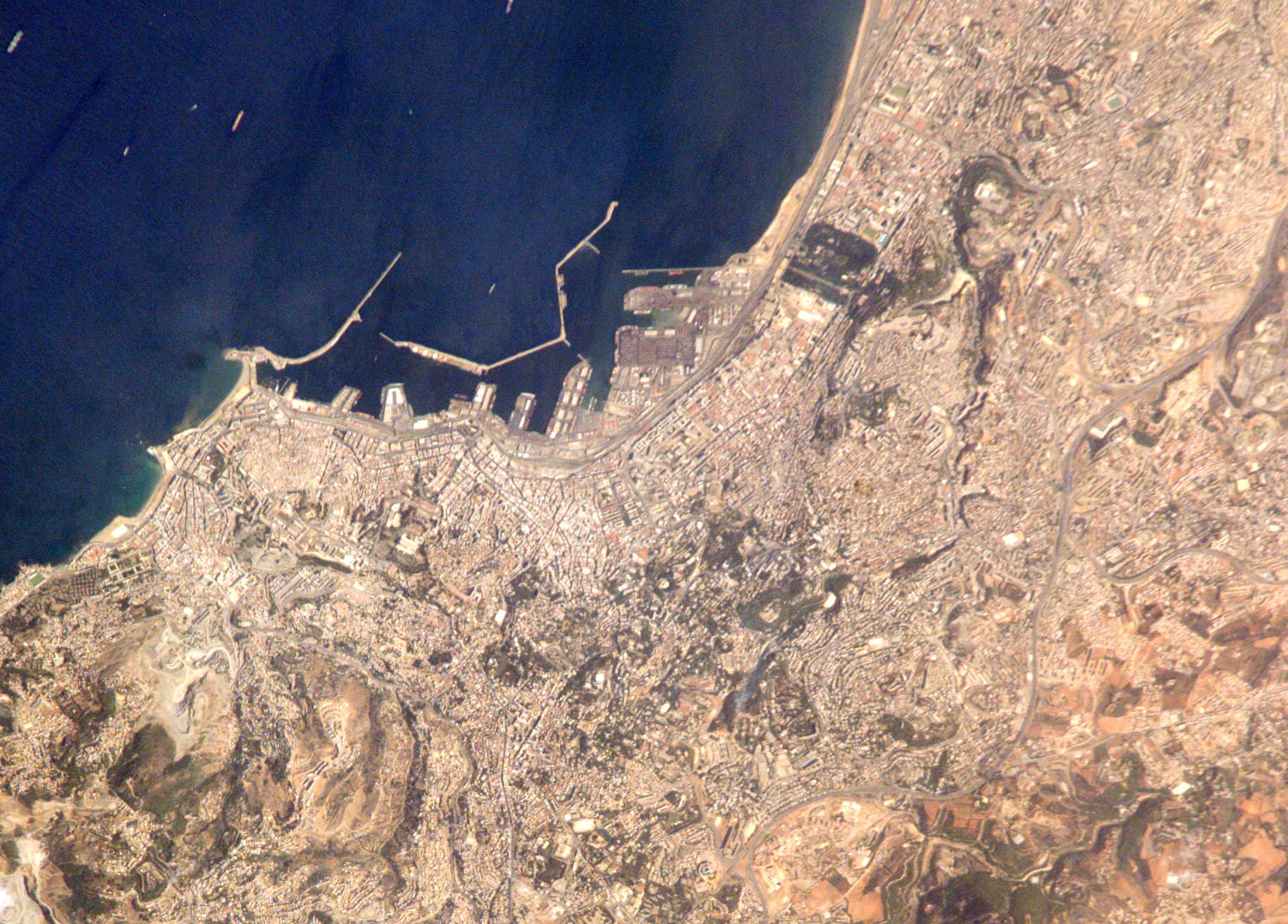
アルジェの衛星写真

### 空港
ウアリ・ブーメディアン空港からはアフリカ、中東の他、欧州各都市や北京、モントリオールなどと結ばれている。

### 鉄道
2011年に市内交通としてアルジェトラムとアルジェ地下鉄が開通した。またアルジェリア国鉄による近郊電車の運行も行われている。

### バス
ETUSA(Entreprise de transport urbain et suburbain d'Alger)によりアルジェ市内および隣接する地区との間に路線バスが運行されている。

### ロープウェイ
アルジェは海岸沿いの平地のすぐ横に高地が隣接している地形であるため、この標高差をショートカットできる公共交通機関としてロープウェイ路線が複数運転されているほか、さらに新設が計画されている。もっとも古いものは1950年代、フランス領だった当時に開業。1980年代にも3路線が開業した。これらの古い路線は2000年代以降フランスの索道大手Poma社との協働で近代化されている。
2014年にはPoma社とETUSA及びアルジェ地下鉄の出資による運行会社が設立。もっとも新しい路線は2019年1月に開業した。

## 教育
- University of Sciences and Technology Houari Boumediene
- アルジェ大学（英語版）
- National Polytechnic School

## スポーツ
- MC Alger
- USMアルジェ
- CR Belouizdad
- NA Hussein Dey
- Paradou AC
- USM El Harrach
- RC Kouba
- OMR El Annasser

## 関係者
出身者
- アルベール・カミュ（フランスの小説家、哲学者）
- ジャック・デリダ（フランスの哲学者）
- ジャック・アタリ（フランスの経済学者、思想家）
- エドゥアール＝アンリ・アヴリル（フランスの画家）
- ダフマヌ・エル・ハラチ（歌手、作曲家）
- ジャン＝クロード・ブリアリ（フランスの俳優）
- ダニエル・オートゥイユ（フランスの俳優）
- ジャメル・ジダン（サッカー選手、ジネディーヌ・ジダンの叔父）
- アイメン・タハール（サッカー選手、サガン鳥栖にも在籍）
- ヌーリア・メラー＝ベニダ（女子陸上競技選手）

## 姉妹都市
- 北京（中国）
- 平壌（北朝鮮）
- ベルリン（ドイツ）
- カイロ（エジプト）
- パリ（フランス）
- モントリオール（カナダ）
- カサブランカ（モロッコ）
- ロンドン（イギリス）
- チュニス（チュニジア）
- モスクワ（ロシア）
- バルセロナ（スペイン）
- ジュネーヴ（スイス）
- トリポリ（リビア）
- ローマ（イタリア）
- ダカール（セネガル）
- アムステルダム（オランダ）

## ギャラリー

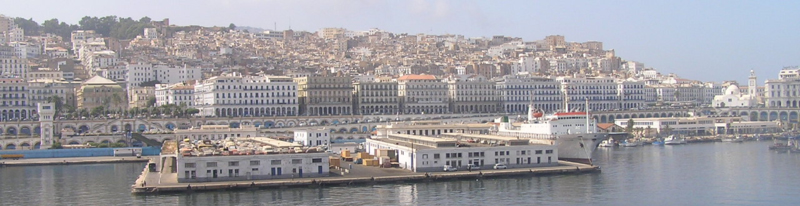
海からの風景
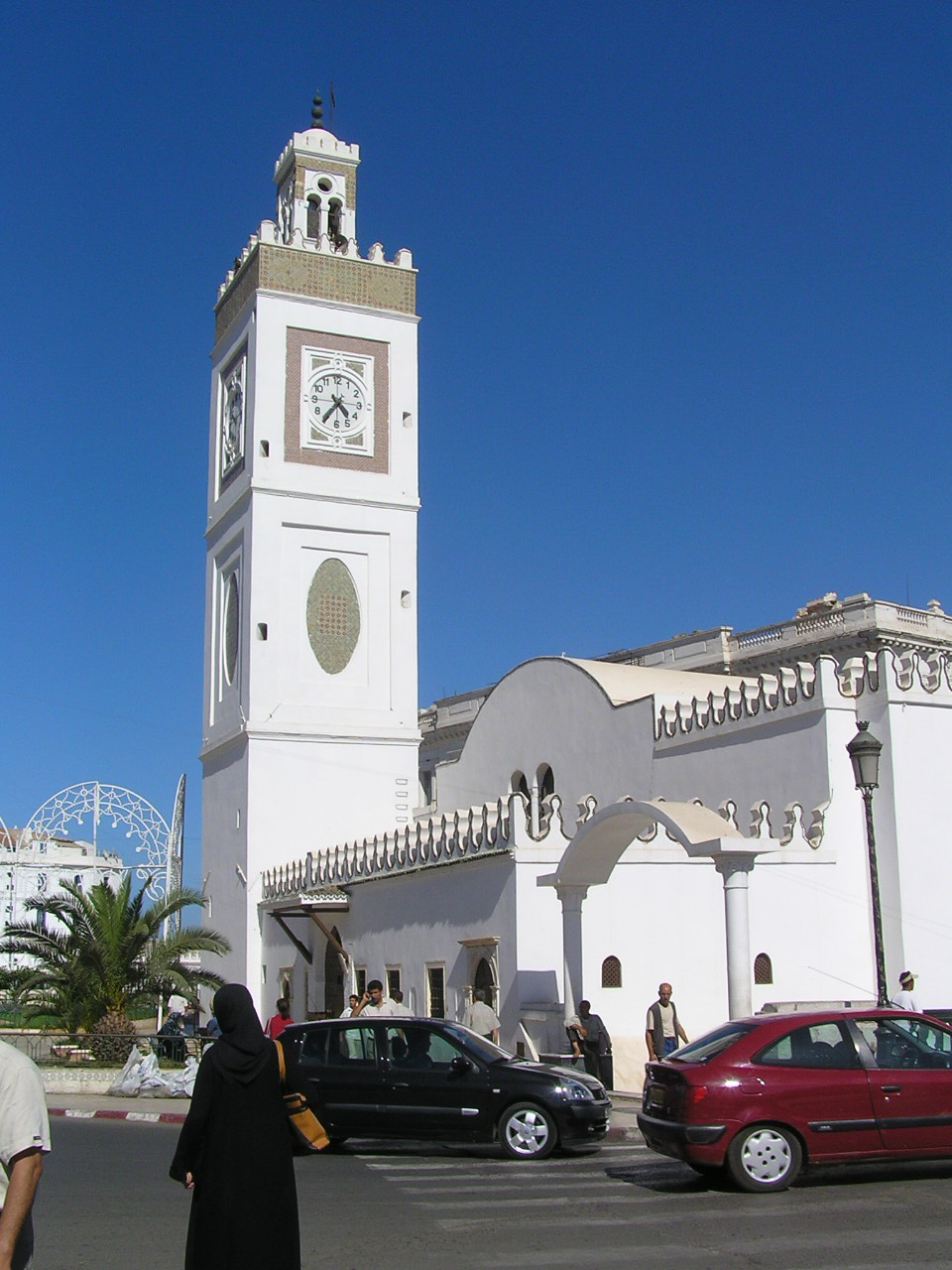
アルジェのモスク
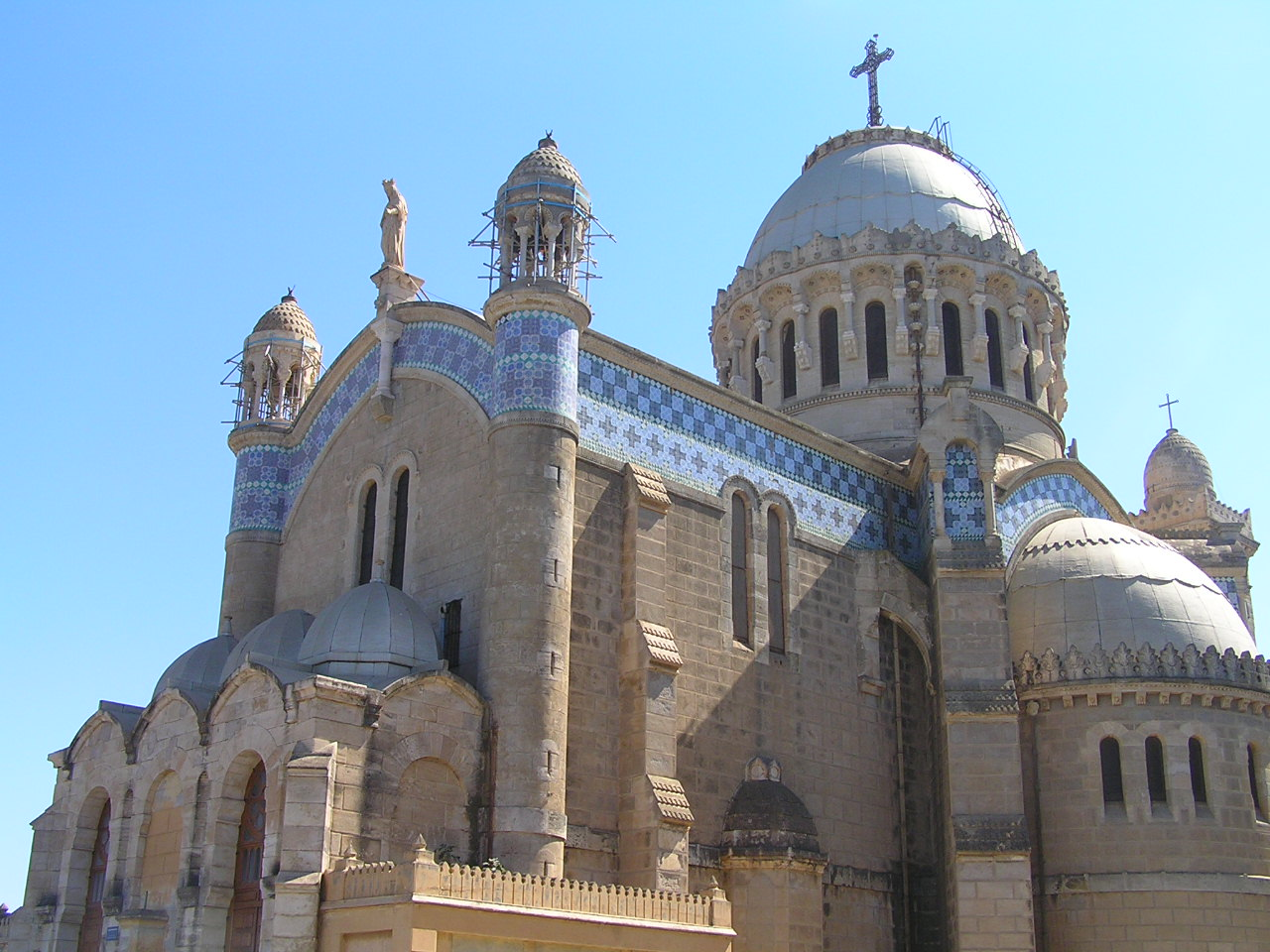
アルジェの代表的な観光地の一つ、ノートルダム・ダフリク大聖堂